# Grafenbach-St. Valentin
Grafenbach-St. Valentin est une commune autrichienne du district de Neunkirchen en Basse-Autriche.